# Comedytrain

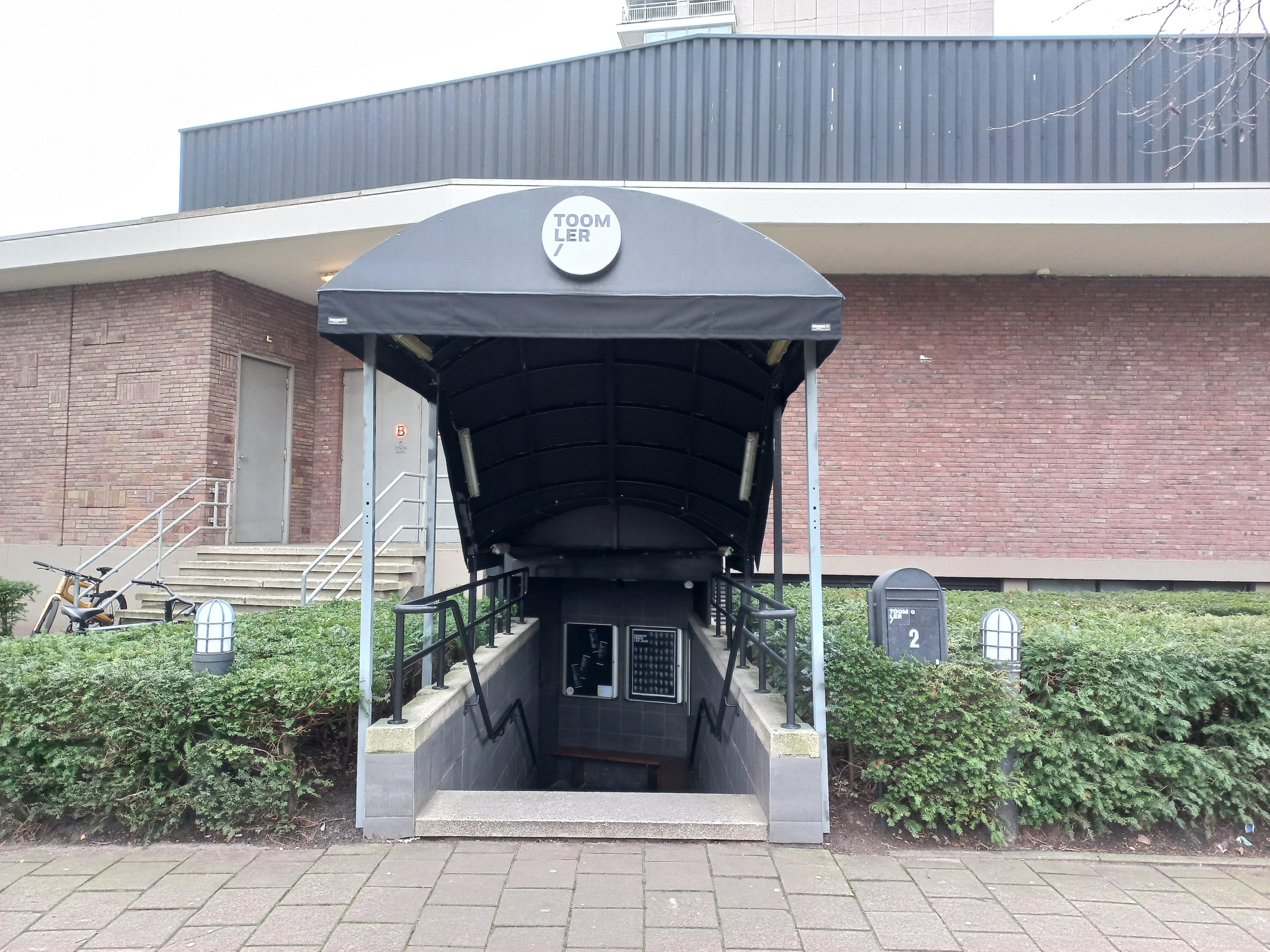
Ingang Toomler met dezelfde typografie (januari 2023)

Comedytrain is het eerste Nederlandse gezelschap van stand-upcomedians. Het werd in 1990 door Raoul Heertje opgericht als 'podium' voor stand-upcomedy. In 1995 ontving Comedytrain de Pall Mall Exportprijs voor durf en originaliteit. Comedytrain heeft als thuisbasis het eveneens door Heertje opgerichte café Toomler, onder het Hilton-hotel in Amsterdam.
Comedytrain biedt talenten een podium om zich te ontplooien: ze kunnen nieuw materiaal testen voor publiek en de basis te leggen voor de stap naar de theaters in Nederland. In de loop der jaren hebben bekende comedians als Theo Maassen, Eric van Sauers, Hans Teeuwen, Daniël Arends, Peter Pannekoek, Soundos El Ahmadi, Jandino Asporaat, Ronald Goedemondt, Henry van Loon, Marc-Marie Huijbregts, Sanne Wallis de Vries, Owen Schumacher, Lebbis en Najib Amhali zich eraan verbonden. Naast wekelijkse optredens van de comedians, zijn er ook regelmatig open podia en andere bijzondere programmeringen in thuishonk Toomler.
In 2006 nam Jan Jaap van der Wal het artistiek leiderschap van Comedytrain over van Raoul Heertje, hierin ondersteund door Eric van Sauers, Hans Teeuwen en Theo Maassen.
Comedians momenteel lid van Comedytrain:
Bob Koomen
- Kasper van der Laan
- Henry van Loon
- Kim Schuddeboom
- Jandino Asporaat
- Howard Komproe
- Johan Goossens
- David Linszen
- Daniël Arends
- Bugra Gedik
- Sanne Wallis de Vries
- Sezgin Güleç 
- Patrick Laureij
- Stefan Pop
- Hans Teeuwen
- Hans Sibbel
- Glodi Lugungu
- Yunus Aktas
- Theo Maassen
- Ronald Goedemondt
- Roué Verveer
- René van Meurs
- Rayen Panday
- Tim Fransen
- Peter Pannekoek
- Murth Mossel
- Merijn Scholten
- Jorn van Dam
- Kees van Amstel
- Najib Amhali
- Micha Wertheim
- Jeroen Leenders
- Jan Jaap van der Wal